# 아구스틴 아란사발
아구스틴 아란사발 알코르타(스페인어: Agustín Aranzábal Alkorta aɣusˈtin aɾanˈθaβal alˈkoɾta[*], 1973년 3월 15일, 바스크 지방 베르가라 ~)는 스페인의 전 축구 선수로, 현역 시절 좌측 수비수로 활약하였다.
그는 공을 띄워주는 데에 두각을 나타냈는데, 현역 시절 대부분을 레알 소시에다드에서 보낸 그는 10년 넘게 산 세바스티안 연고 구단 소속으로 353번의 공식 경기에 출전했다.
아란사발은 스페인 국가대표팀 일원으로 활약한 적이 있는데, FIFA 월드컵과 UEFA 유럽 축구 선수권 대회에 한 번씩 출전하였다.

## 클럽 경력
아란사발은 기푸스코아 주 베르가라 사람이다. 바스크 지역의 거함 레알 소시에다드 유소년부를 졸업한 그는 1993년 2월 21일, 1-5로 대패한 데포르티보와의 원정 경기에서 1군 경기에 처음 출전하였다. 2년 동안 2군에서 주로 활동한 그는 10년에 걸져 붙박이 주전으로 발돋움했는데, 2002-03 시즌 준우승 당시에는 리그 경기에 32번 출전하였다.
2004년 7월, 아란사발은 또다른 라 리가 구단인 사라고사로 이적했는데, 이곳에서는 파라과이의 델리오 톨레도에 밀려 후보 선수였었다. 그는 카나리아 제도의 아마추어 구단인 푸에르토 데 라 크루스의 베라에서 전 스페인 국가대표팀과 레알 소시에다드 동료였던 하비에르 데 페드로와 재회했지만, 데 페드로는 시즌 중도에 쫓겨났다.
2010년 초반, 홍콩의 킷치가 알베르트 셀라데스와 함께 아란사발을 영입했다. 아란사발과 셀라데스 모두 킷치 소속으로 시즌 중반 대회인 2010년 구정컵에 출전했다.

## 국가대표팀 경력
아란사발은 스페인 국가대표팀 경기에 28번 출전했다. 그가 출전한 첫 국가대표팀 경기는 1995년 6월 7일, 세비아에서 열린 아르메니아와의 UEFA 유로 1996 예선전 경기로, 그는 이후에 1998년 FIFA 월드컵과 UEFA 유로 2000에 참가한 선수단의 일원이 되기도 했다.
아란사발은 8강에 오른 1996년 하계 올림픽의 스페인 선수단 일원이기도 했다.

## 사생활
아란사발의 부친 가스텔루 또한 축구 선수였다. 미드필더로 활약한 가스텔루도 레알 소시에다드와 스페인 국가대표팀 일원으로 활약했다.

## 수상

### 클럽
사라고사
- 수페르코파 데 에스파냐: 2004

### 국가대표팀
스페인 U-21
- UEFA U-21 축구 선수권 대회 준우승: 1996[6]